# Abay Woldu
République fédérale démocratique d'Éthiopie
Abay Woldu (ge'ez : አባይ ወልዱ) est l'un des 112 membres du Conseil de la Fédération éthiopien et l'un des 6 conseillers de l'État du Tigré qui représentent le peuple Tigré.
Il a été président de la région du Tigré et ambassadeur. Le 9 janvier 2021, il est arrêté par l'armée fédérale éthiopienne et déféré devant un tribunal d'Addis-Abeba la semaine suivante. En janvier 2022, il bénéficie d'une amnistie.